# ジェイミー・マクラーレン
ジェイミー・マクラーレン（Jamie Maclaren、1993年7月29日 - ）はオーストラリアのサッカー選手。ポジションはFW。メルボルン・シティFC所属。オーストラリア代表。
史上初のAリーグ4年連続得点王であり、同賞の最多受賞者(5回：2016-17、2019-20、2020-21、2021-22、2022-23)。Aリーグ史上最多得点記録保持者。

## 経歴

### パース・グローリー
2013-14シーズンよりAリーグのパース・グローリーに3年契約で加入した。2014-15シーズンは10ゴールを挙げ、その年のリーグヤングプレーヤー賞を受賞した。シーズン終了後に退団を決断した。

### ブリスベン・ロアー
2015年7月5日、ブリスベン・ロアーと2年契約を交わした。同年10月8日のウェスタン・シドニー・ワンダラーズFC戦でデビューして以来、18ゴールを挙げ得点ランク2位を記録した。ファイナルシーリーズでは2得点を更に追加し、合計20得点でシーズンを締めくくった。
2016-17シーズンは19ゴールを挙げて得点王争いに加わり、ベサルト・ベリーシャとともにゴールデンブーツを獲得した。

### ダルムシュタット
2017年5月、ブンデス2部のSVダルムシュタット98と3年契約を交わした。しかし出場機会は少なく、2018 FIFAワールドカップの本大会メンバーに選出されることを望んでいたため、2018年1月にスコティッシュ・プレミアシップのハイバーニアンFCに期限付き移籍した。同年2月3日のレンジャーズFC戦でPKから初得点を挙げると、3月9日のハーツとの対戦であるエディンバラ・ダービーでは2-0となる追加点を記録した。最終的に8ゴールを挙げ、チームのリーグ4位に貢献した。

### メルボルン・シティ
2019年1月、メルボルン・シティFCへ移籍。
ここから4年連続得点王となった。

### 代表
2018 FIFAワールドカップを戦うオーストラリア代表の本大会メンバーに選出された。1トップを務めるトミ・ユーリッチが不調なこともあって選出されたが、3試合通して出場は無かった。

## 人物
イギリスのパスポートを所持している他、マルタにもルーツを持っている。A代表に選出される前は、マルタ代表から代表入りを打診されたが、これを断っている。
3年連続得点王の時点で史上初の偉業だった。。

## 代表歴

### 出場大会
- オーストラリア代表
  - 2018 FIFAワールドカップ
  - 2022 FIFAワールドカップ

### 試合数
- 国際Aマッチ 32試合 11得点（2016年-）[6]

| オーストラリア代表 | 国際Aマッチ | 国際Aマッチ |
| 年                 | 出場        | 得点        |
| ------------------ | ----------- | ----------- |
| 2016               | 2           | 0           |
| 2017               | 3           | 0           |
| 2018               | 3           | 0           |
| 2019               | 7           | 5           |
| 2020               | 0           | 0           |
| 2021               | 4           | 1           |
| 2022               | 10          | 2           |
| 2023               | 3           | 3           |
| 通算               | 32          | 11          |